# Heizwerk

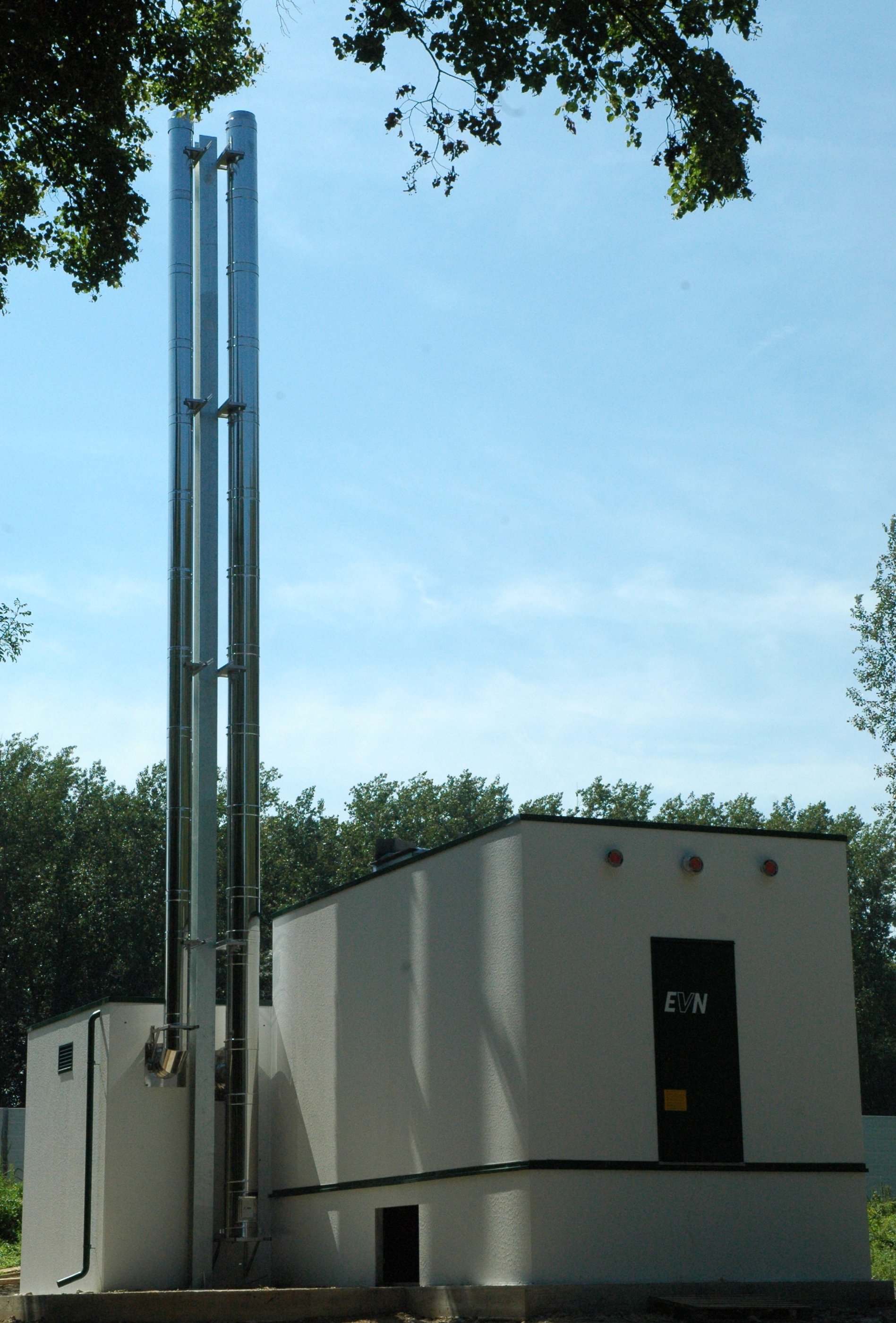
Biomasseheizwerk mit dem Hackgutlager im Vordergrund ca. 1000 kW Heizleistung

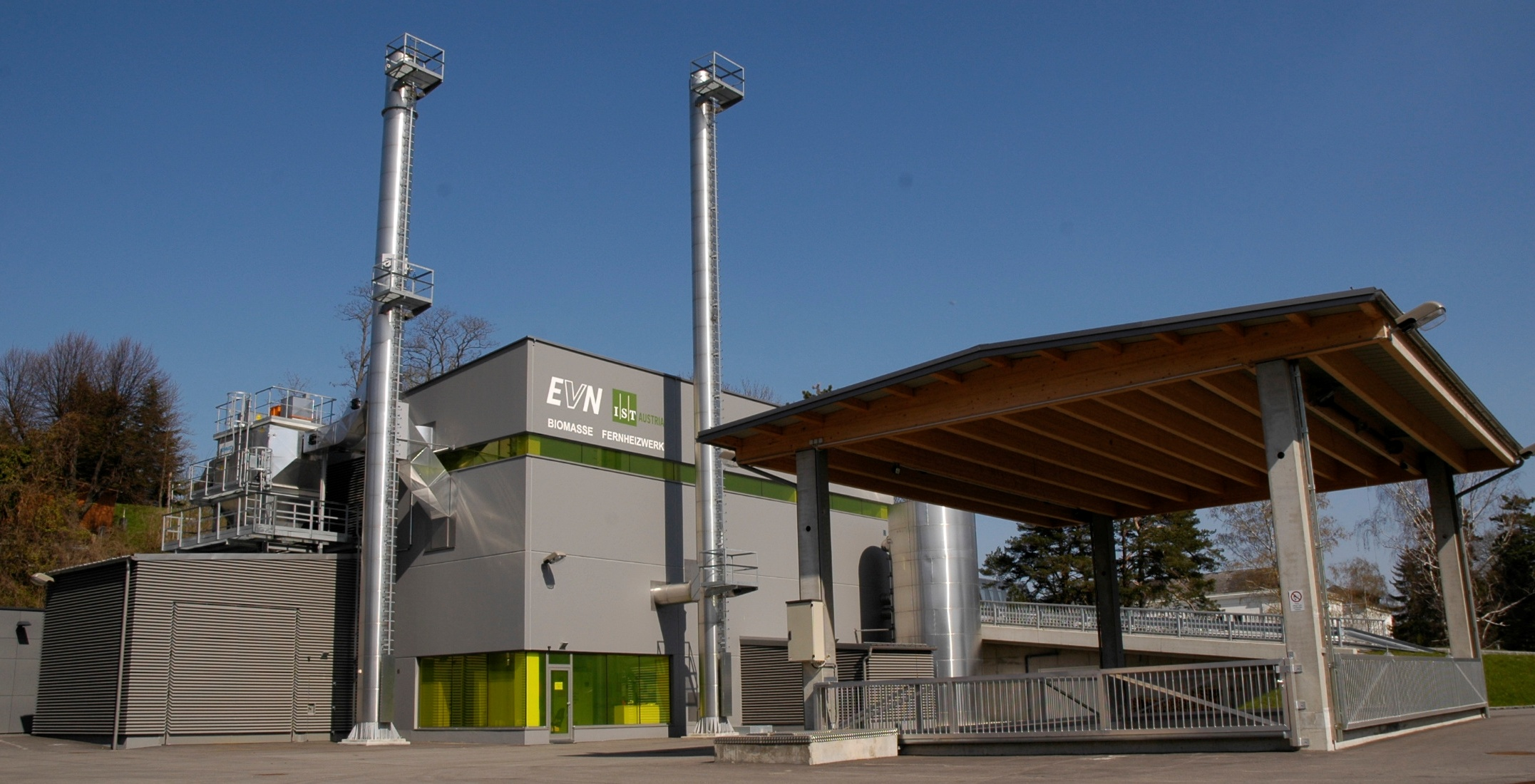
Biomasseheizwerk Maria Gugging für die Fernwärmeversorgung mit ca. 6000 kW Heizleistung

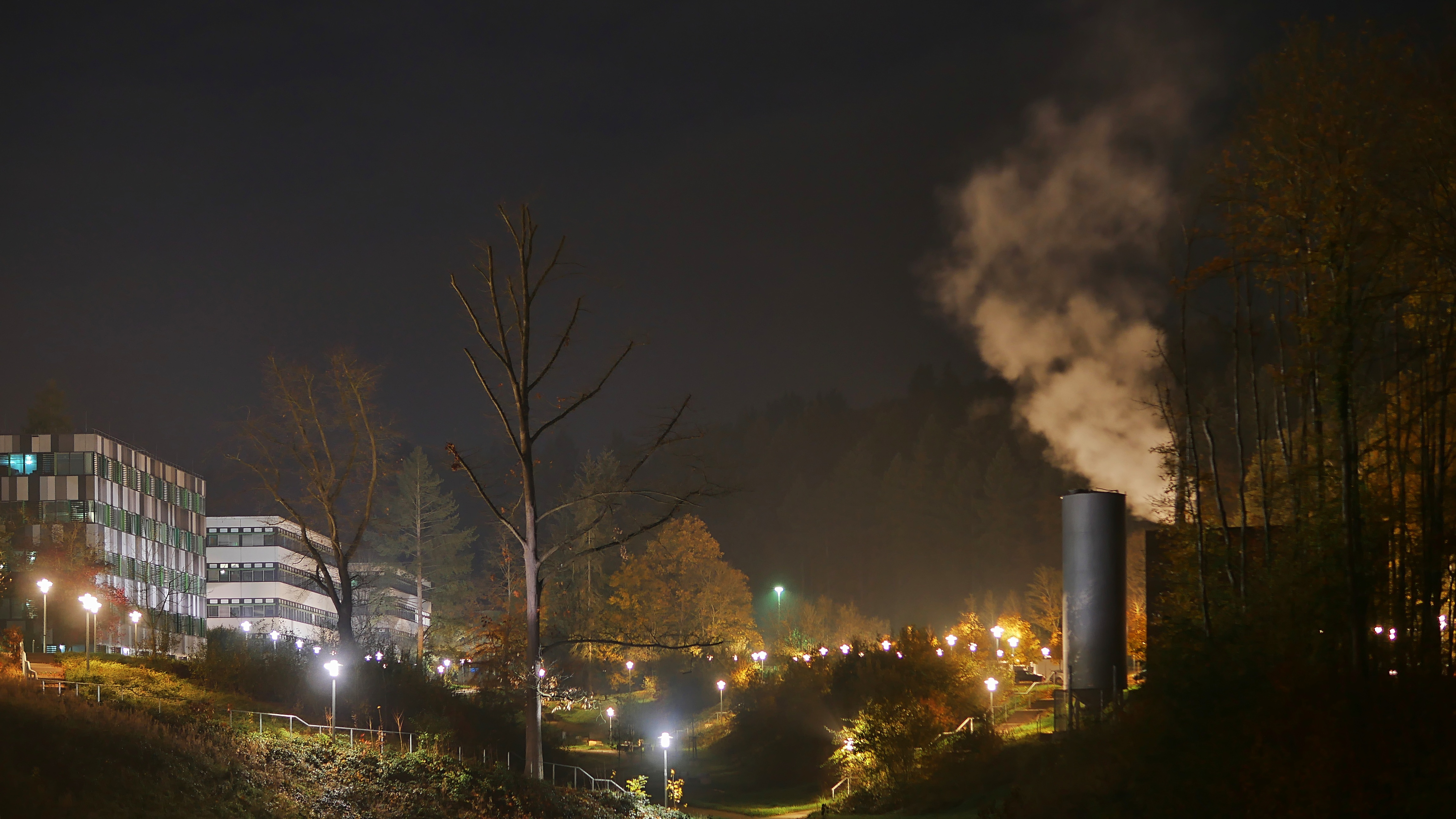
Holzhackschnitzelheizwerk der Hochschule Trier

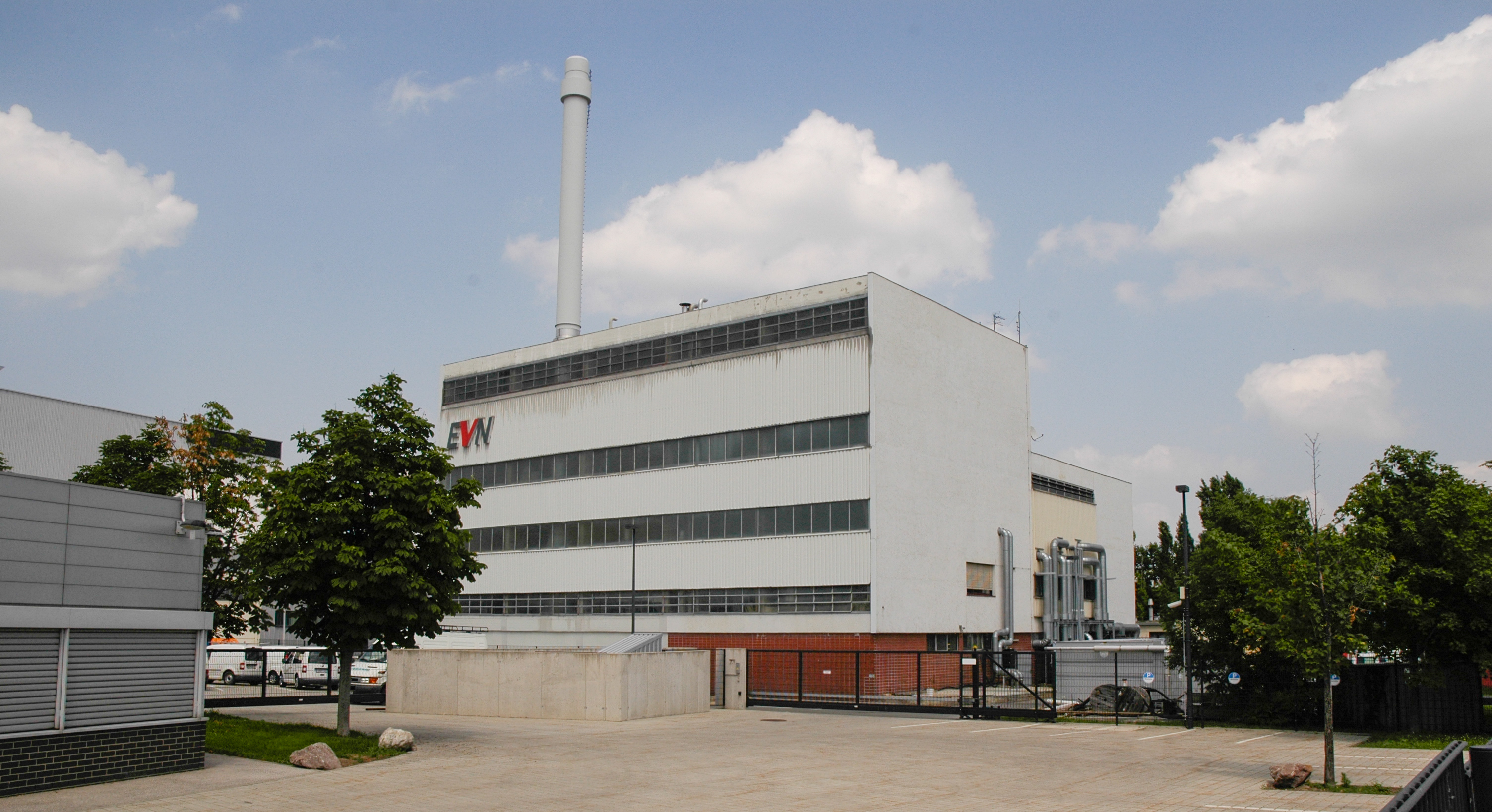
Fernheizwerk Mödling, errichtet 1960, Reserve- und Spitzenlastheizwerk mit ca. 30.000 kW Heizleistung

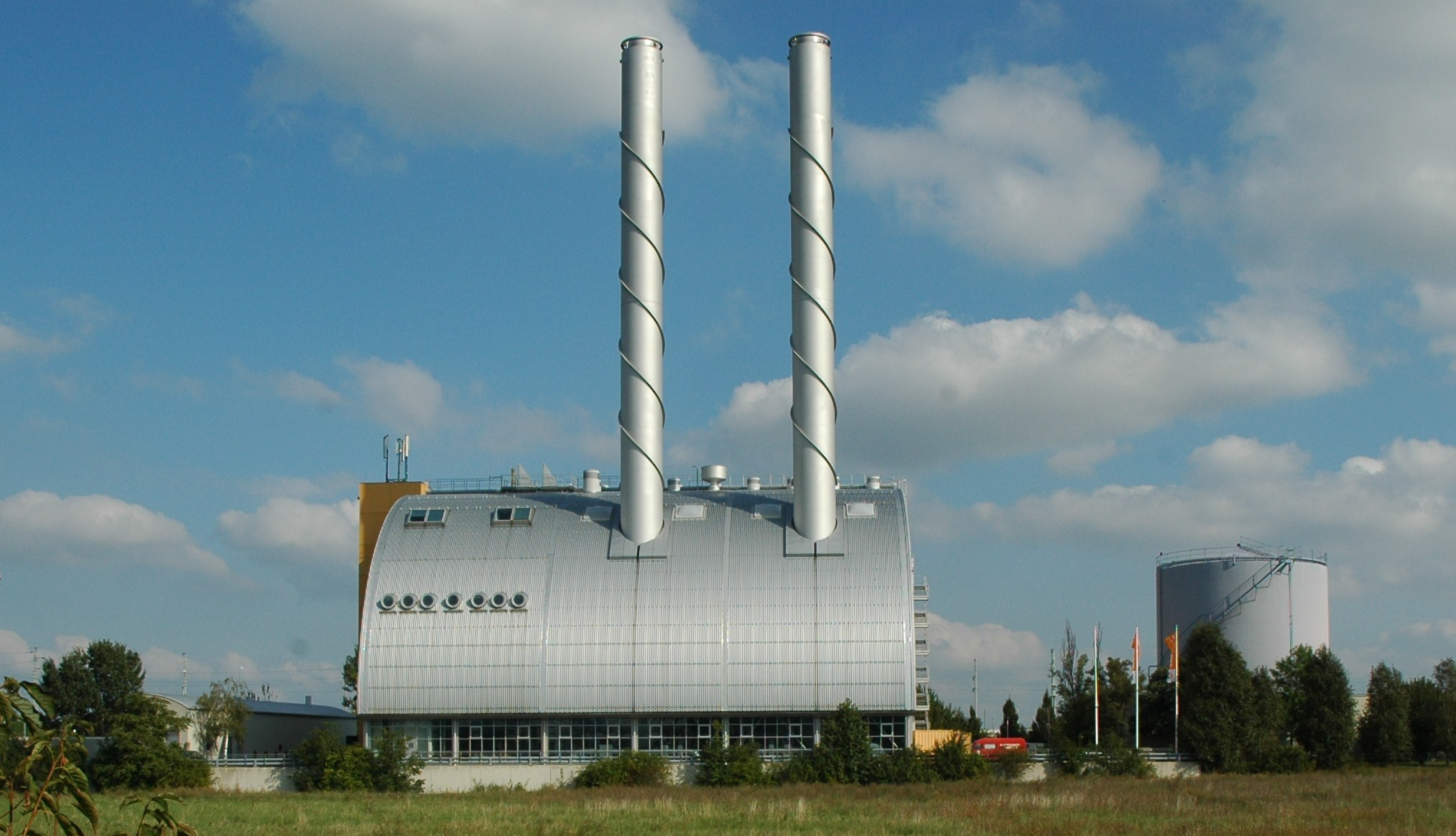
Fernwärme Wien betreibt das größte österreichische fossil beheizte Fernheizwerk Österreich mit einer thermischen Leistung von 358.000 kW.

Ein Heizwerk ist eine Einrichtung zur zentralen Erzeugung von Wärme für die Warmwasserversorgung, Raumbeheizung und industrielle Prozesse. Es liefert keinen Strom. Übertragen und transportiert unter Zuhilfenahme von flüssigen oder gasförmigen Wärmeträgern gelangt die Wärme, die vonseiten des Heizwerks durch Energieumwandlung bereitgestellt wird, über Fernwärme- oder Nahwärmenetze schließlich zum Verbraucher.
Als Übertragungsmedium dienen meist Wasser oder Dampf. Das Aufheizen oder Erwärmen des Wassers beziehungsweise die Dampferzeugung erfolgen in Kesselanlagen (Dampfkessel, Heizkessel) oder alternativ durch Wärmeübertrager, in denen Abwärme aus anderen Prozessen genutzt wird. 

## Technik
Ein Heizwerk setzt sich im Allgemeinen aus folgenden Teilsystemen zusammen:
- Brennstoffversorgung und -speicherung
- Wärmeerzeugung (Kesselanlage)
- Rauchgasreinigung
- Wasseraufbereitung
- Druckhaltung (bei Heizwassersystemen)
- Fernwärmespeicher
- Netzpumpen (bei Heizwassersystemen)

## Funktion

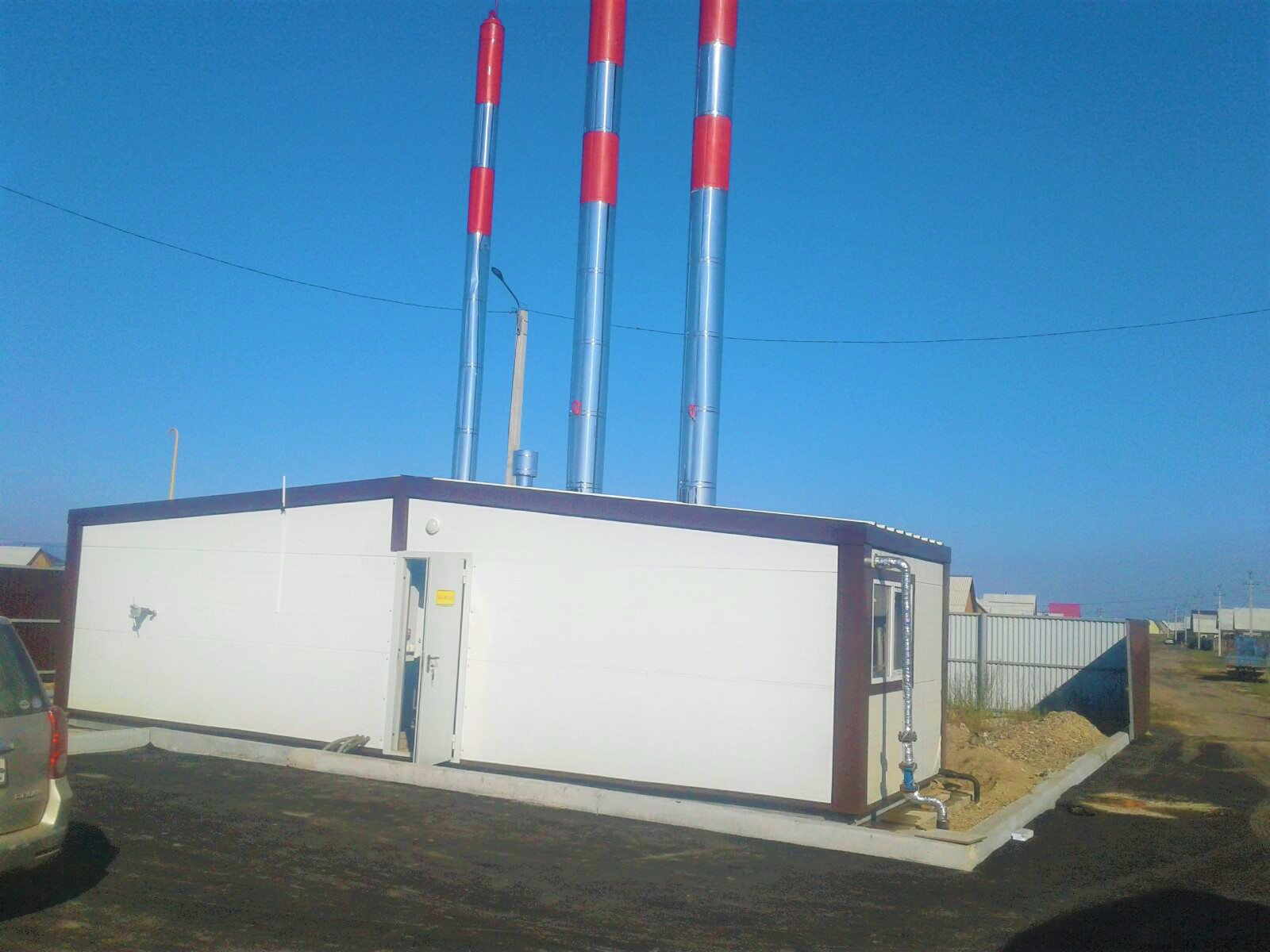
Erdgaskesselhaus an einer Schule in Burjatien, Russland

Reine fossil befeuerte Heizwerke werden heute nur noch zur Reserve- und Spitzenlastabdeckung oder für kleine Versorgungsnetze gebaut. In der Vergangenheit wurde versucht, die Wärmeerzeugung mit der Stromerzeugung in sogenannten Heizkraftwerken zu verknüpfen (Kraft-Wärme-Kopplung). Im Vergleich zu früher wird dies mittlerweile kritischer gesehen, da man aus Sicht von Kommunen auf dem Weg der Transformation hin zur Klimaneutralität beim Umbau der Energieversorgung möglichst nicht an Lock-in-Effekte gebunden sein will. In der Vergangenheit wurde des Weiteren versucht, biogen befeuerte Heizwerke in Form sogenannter Biomasseheizwerke zu errichten. Da die nachwachsenden Rohstoffe mit Maschinen mit Verbrenner-Antrieb geerntet werden und aufgrund des dadurch bedingten CO2-Ausstoßes nicht völlig klimaneutral sind, werden Biomasseheizwerke von der Wissenschaft mittlerweile auch kritischer bewertet, wohlwissend dass deren Klimabilanzen immer noch deutlich besser ausfallen als etwa diejenigen von fossilen Heizwerken.
Als Brennstoff für Heizwerke dient:
- Biomasse wie zum Beispiel Hackschnitzel, Stroh
- Erdgas
- Kohle
- Heizöl

Heizwerke versorgen größere Wohneinheiten, Verwaltungsgebäude oder ganze Stadtteile mit Wärme. Sie tragen, weil die Einzelfeuerungen entfallen, zur Verbesserung der innerstädtischen Luftqualität bei. Im Heizwerk lassen sich die anfallenden Schadstoffe durch entsprechende Abgasreinigung leichter verringern als bei kleinen dezentralen Heizungsanlagen. Durch Nutzung unterschiedlicher Brennstoffe in verschiedenen Heizwerken lässt sich die Abhängigkeit von einem Energieträger vermeiden. Üblicherweise liegt der Wirkungsgrad großer Kessel in Heizwerken auch etwas höher als bei Einzelfeuerungen in Wohngebäuden. Allerdings entstehen über die Verteilungsleitungen trotz guter Wärmedämmung Wärmeverluste, die den Gesamtnutzungsgrad des Systems Heizwerk-Fernwärme reduzieren. In besonderen Fällen können Brennwertkessel in Heizwerken zur Verbesserung des Nutzungsgrades eingesetzt werden. 
Heizwerke wurden in der DDR zur zentralen Versorgung von Plattenbausiedlungen errichtet. Die Versorgung der Verbraucher erfolgte über- und unterirdisch durch Fernwärmeleitungen.